# Grèce aux Jeux olympiques d'hiver de 1948
Cet article contient des informations sur la participation et les résultats de la Grèce aux Jeux olympiques d'hiver de 1948 à Saint-Moritz en Suisse. La Grèce était représentée par 1 athlète. Il n'a pas récolté de médaille.

## Résultats

### Ski alpin
| Athlète          | Épreuve  | Manche 1 - Temps | Classement - manche 1 | Manche 2 - Temps | Classement - manche 2 | Temps final | Rang |
| ---------------- | -------- | ---------------- | --------------------- | ---------------- | --------------------- | ----------- | ---- |
| Fortis Mavriplis | Combiné  | DNF              |                       |                  |                       |             |      |
| Fortis Mavriplis | Descente | 5 min 39 s 1     |                       |                  |                       |             | 101e |